# Diego Michiels
Diego Muhammad bin Robbie Michiels hay Diego Michiels (sinh ngày 8 tháng 8 năm 1990 ở Deventer, Hà Lan) là một cầu thủ bóng đá người Indonesia hiện tại thi đấu cho Borneo F.C. ở vị trí hậu vệ ở Liga 1. Diego là người Indonesia gốc Hà Lan. Bố của anh, Robbie Michiels, đến từ Jakarta. Trong khi mẹ anh, Annet  Kloppenburg, là công dân Hà Lan.

## Sự nghiệp quốc tế
Năm 2011, Diego và Joey Suk được Liên đoàn Bóng đá Indonesia mời thi đấu cho Đội tuyển bóng đá U-23 quốc gia Indonesia ở Jakarta. Theo tường thuật báo chí, anh có hứng thú tham gia đội tuyển quốc gia Indonesia, mặc dù anh phải từ bỏ hộ chiếu Hà Lan. Cùng với Joey và Ruben Wuarbanaran, sẽ được phép thi đấu cho Indonesia. Anh có màn ra mắt cho Indonesia ở Vòng loại giải vô địch bóng đá thế giới 2014 trước Bahrain ngày 29 tháng 2 năm 2012.

### Đội tuyển quốc gia
| Đội tuyển quốc gia Indonesia | Đội tuyển quốc gia Indonesia | Đội tuyển quốc gia Indonesia |
| Năm                          | Số trận                      | Bàn thắng                    |
| ---------------------------- | ---------------------------- | ---------------------------- |
| 2012                         | 2                            | 0                            |
| 2013                         | 0                            | 0                            |
| 2014                         | 2                            | 0                            |
| Tổng cộng                    | 4                            | 0                            |

## Danh hiệu

### Danh hiệu quốc gia
U-23 Indonesia
- Đại hội Thể thao Đông Nam Á Silver Medal (2): 2011, 2013
- Islamic Solidarity Games Silver Medal (1): 2013